# Конь в пальто (памятник)
Конь в пальто́ — памятник знаменитому герою русской поговорки, установленный в июне 2007 года в центре Сочи и олицетворяющий анекдотичный образ, фигурирующий в присказке: «Кто, кто? Конь в пальто!»
Автор памятника — сочинский скульптор Акоп Халафян.

## Описание памятника
Вальяжный конь в дорогом английском пальто, с чашей вина в левом копыте и фирменной трубкой в прокуренных лошадиных зубах, сидит, вытянув передние конечности. Конь улыбается широкой лошадиной улыбкой: жизнь, мол, удалась!
Находится на улице Театральная в Центральном районе города Сочи, Краснодарский край, Россия.

## История создания
Фигура коня в пальто была изготовлена в 2007 году сочинским скульптором А. А. Халафяном. Материалом для создания памятника послужил кусок водопроводной трубы большого диаметра из чёрного металла весом более 80 кг. В работе скульптор использовал кузнечный горн, молот, кувалду и сварочный аппарат.
Финансирование взял на себя один из сочинских меценатов, сумма расходов составила 120 тысяч рублей. Памятник был куплен городом Сочи.